# Gino Gardassanich
Gino Gardassanich (Fiume, no então Estado Livre de Fiume, atualmente Rijeka, Croácia, 26 de novembro de 1922 – Hinsdale, 12 de fevereiro de 2010) foi um futebolista dos Estados Unidos que atuava como goleiro.

## Carreira
De origem ítalo-iugoslava, seu sobrenome deriva provavelmente de Gardasanić e foi alterado para "Gard" quando emigrou para os Estados Unidos, em 1949. Gardassanich nasceu no breve período em que Fiume (atualmente Rijeka, cidade da Croácia) foi a capital de um Estado Livre. Na Itália, chegou a jogar por Fiumana e Reggina e nos Estados Unidos defendeu o Chicago Slovak.

## Seleção
Foi à Copa do Mundo FIFA de 1950, como reserva de Frank Borghi.
Gardassanich faleceu em 12 de fevereiro de 2010, em Hinsdale, nos arredores de Chicago.

## Ligações Externas
- Perfil no Soccerhall